# علم النمو
علم النمو يسمي احيانا auxonology . إنه مصطلح قديم يغطي جميع جوانب النمو الفزيائي للإنسان.(فهي تعتبر أيضا اساس  البيولوجيا).علم النمو هو علم متعدد الفروع والنواحي العلمية ويشتمل علي علم / طب الصحة (طب الاطفال ، والممارسة العامة، والغدد الصماء، وطب الأعصابوالغدد الصماء، وعلم النفس، وعلم الوبائيات). وهي ذات محتوي أخر: مثل علم التغذية، وعلم الوراثة، وعلم دراسة الجسم البشري، وعلم طبائعالبشر، وعلم العمل، والتاريخ، وتاريخ الاقتصاد،والإقتصاديات، وعلم الإجتماع الإقتصادي، وعلمالاجتماع، وعلم الصحه العامة، وعلم النفس ويشتمل على علوم أخرى

## بعض علماء النمو
- جورج باتن:[1] (اقتصادي ومؤرخ بعلم الأنثروبومترية)
- باري بوجين:[2] (عالم بعلم الأنثروبولوجيا)
- نويل كاميرون:[3] (طبيب أطفال وعالم بعلم الأنثروبولوجيا)
- جية دبليو دروكر:[4] (اقتصادي ومؤرخ وعالم بعلم عوامل الإنسان)
- ستانلي إنجيرمان:[5] (اقتصادي)
- روبرت فوغل:[6] (اقتصادي)
- ثيو جاسر:[7] (خبير إحصائي وعالم بعلم الأحياء البشرية)
- مايكل هيلي: (خبير إحصائي)
- مايكل هيرمانوسين:[8] (طبيب أطفال وعالم بعلم الأحياء البشرية)
- فرانسيس إي جونستون:[9] (عالم بعلم الأنثروبولوجيا)
- جون كوملوس:[10] (اقتصادي ومؤرخ بعلم الأنثروبومترية)
- جيرغوري ليفشيتس:[11] (عالم بعلم الأحياء البشري)
- روبرت مارجو:[12] (اقتصادي)
- أليكس إف روش:[13] (طبيب أطفال)
- لورنس إم شيل:[14] (عامل بعلم الأنثروبولوجيا)
- نيفين سكريمشو:[15] (عالم بعلم التغذية)
- آن شيشي: (عالم بعلم الأحياء البشرية)
- ريتشارد ستيكيل:[16] (اقتصادي ومؤرخ بعلم الأنثروبومترية)
- باك سانيونغ:[17] (عالم بعلم الأنثروبولوجيا)
- جيمس إم تانر:[18] (طبيب أطفال)
- فنسنت تاسينار:[19] (مؤرخ)
- لوسيو فينيسيوس:[20] (عالم بعلم الأنثروبولوجيا وعلم الأحياء البشرية)